# Творкі (Седлецький повіт)
Творкі (пол. Tworki) — село в Польщі, у гміні Вішнев Седлецького повіту Мазовецького воєводства.
Населення — 222 особи (2011).
У 1975-1998 роках село належало до Седлецького воєводства.

## Демографія
Демографічна структура станом на 31 березня 2011 року:
|          | Загалом | Допрацездатний вік | Працездатний вік | Постпрацездатний вік |
| -------- | ------- | ------------------ | ---------------- | -------------------- |
| Чоловіки | 110     | 15                 | 80               | 15                   |
| Жінки    | 112     | 23                 | 61               | 28                   |
| Разом    | 222     | 38                 | 141              | 43                   |